# Dvinica
Dvinica (rusky Двиница) je řeka ve Vologdské oblasti v Rusku. Je 174 km dlouhá. Povodí má rozlohu 2400 km².

## Průběh toku
Na horním toku teče směrem na jihovýchod podél jižního svahu Charovské grjady. Ústí zleva do řeky Suchony (povodí Severní Dviny) ve vzdálenosti 10 km nad vesnicí Šujskoje. Hlavními přítoky jsou Šorova a Votča zleva.

## Vodní stav
Zdrojem vody jsou především sněhové a dešťové srážky.

## Využití
Řeka je splavná pro vodáky.